# Nikolaï Kouznetsov (ingénieur)
Pour les articles homonymes, voir Nikolaï Kouznetsov et Kouznetsov.
Nikolaï Dmitrievitch Kouznetsov (en russe : Николай Дмитриевич Кузнецов, ISO 9 : Nikolaj Dmitrievič Kuznecov), né le 10 juin 1911 (23 juin dans le calendrier grégorien) à Akhtoubinsk et mort le 30 juillet 1995 à Moscou, est un constructeur de moteurs d'avions et de moteurs-fusées soviétique.
Il servit dans l'armée rouge à partir de 1933 et atteignit en 1938 le grade d'ingénieur-pilote à l'Académie militaire des ingénieurs des forces armées soviétiques «Professeur M. J. Joukovski». Il y dirigea la chaîne de montage des moteurs aéronautiques. Il devint membre du parti communiste en 1939 et dirigeait également des recherches sur les turbines à gaz.
Après la Seconde Guerre mondiale, des spécialistes allemands des moteurs à réaction des sociétés Junkers et BMW furent « invités » à travailler en URSS en amenant leurs propres réalisations (équivalent soviétique de l'opération Paperclip). En plus des types de moteurs déjà mis en œuvre : le Jumo-004 et le BMW-003, les ingénieurs allemands disposaient de plans du turbopropulseur BMW-022 développé au cours de la Seconde Guerre mondiale. Kouznetsov, qui était devenu ingénieur en chef du département des moteurs à réaction en 1946, décida de poursuivre le développement des projets allemands en 1949 ; cependant il poursuivit ses travaux au sein du bureau d'études OKB-276 qui devint lors de sa promulgation à la tête de la direction, la Kuznetsov SNTK Samara et développa en 1953 un moteur turbopropulseur de grande puissance, le Kouznetsov NK-12, de 11 000 kW (15 000 ch) qui équipa - entre autres - le gros porteur Antonov An-22 et le bombardier Tupolev Tu-142.
En 1954, Kouznetsov commença à travailler sur un moteur à double flux et à postcombustion, le NK-6, le premier moteur soviétique de ce type.
Il fut décoré en 1957 de l'insigne de Héros du travail socialiste et participa à partir de 1959 au développement du projet de moteurs destinés à la fusée lunaire soviétique N1, utilisée pour le Programme lunaire habité soviétique. Bien que n'ayant pu satisfaire à toutes les conditions requises, ses équipes développèrent des moteurs réutilisables NK-33 et NK-43.
Il développa par la suite de nombreux projets dont le moteur Kouznetsov NK-144 spécialement conçu pour le Tupolev Tu-144 dans les années 1960 ; et à la fin des années 1980, le moteur à soufflante intégrée à très haut rendement NK-93 présentant un taux de dilution unique au monde de presque 17:1.

## Note
1. ↑  (en) Données sur le moteur de fusée lunaire N1.